# Bavarian United SC
Bavarian United SC ist ein Fußballverein in Milwaukee, Wisconsin, Vereinigte Staaten. Ihre erste Herrenmannschaft spielt in der USL League Two (inoffiziell vierte Spielklasse). Die Bavarian SC gewann fünf Mal den National Amateur Cup und zwei Mal den National Open Cup und qualifiziert sich mehrmals für die Teilnahme am Lamar Hunt U.S. Open Cup.
Die Frauenmannschaft spielt seit 2020 in der Women’s Premier Soccer League, der zweithöchsten Liga der Vereinigten Staaten.
Heimstadion der Verein ist das Heartland Value Fund Stadium in Glendale, einem Vorort von Milwaukee.

## Geschichte
Der Verein wurde 1929 von deutschen Einwanderern unter dem Namen Fussball Club Bayern gegründet. Er bot neben Fußball auch viele andere Sportarten an. Das erste Fußballspiel gewann der FC Bayern am 29. September 1929 gegen eine Mannschaft aus Sheboygan. In den Folgejahren wurde der FC Bayern eine der führenden Fußballmannschaften in Wisconsin und gewann mehrmals die Staatsmeisterschaft. Auch Freundschaftsspiele mit dem FC Bayern München und Mannschaften aus Stuttgart und Frankfurt wurden ausgetragen.
1956 kaufte der Verein das Gelände des heutigen Heartland Value Fund Stadium als Heimspielstätte und nahm den Namen Bavarian Soccer Club an. 1976 gewann der Club erstmals den National Amateur Cup. 1993 qualifizierte sich der Club für den U.S. Open Cup, dem höchsten Wettbewerb der Vereinigten Staaten und scheiterte im Halbfinale. 1994 wurde die Jacob Leinenkugel Brewing Company Namenssponsor. Die Mannschaft unter den Namen Bavarian Leinenkugel zog ins Finale des U.S. Open Cup ein und unterlag dem Greek-American A.C. mit 0:3.
2001 bis 2003 konnten die Bavarian drei Mal in Folge den National Amateur Cup gewinnen, 2003 zudem den USASA National Open Cup, ebenso wie 2009.
2005 wurden die Milwaukee Bavarians Gründungsmitglied der National Premier Soccer League (NPSL), der vierthöchsten Spielklasse der Vereinigten Staaten. Um 2009 kooperierten die Bavarian mit dem SC Fortuna Köln (damals NRW-Liga). Ihre bestes Jahr in der NPSL hatten die Bavarians 2011, als das Team die Midwest Division gewann und bis ins nationale Halbfinale vorstieß.
2014 zog sich der Club aus der NPSL zurück, um das Stadion grundlegend zu renovieren. 2016 stieg der Club in die Great Lakes Premier League, die kurz darauf den Namen Premier League of America (PLA) annahm. Diese konnten die Bavarians 2016 und 2017 gewinnen. In beiden Jahren verloren sie das Finale des Amateur National Cup. 2018 wurde aus der PLA die Midwest-Division der United Premier Soccer League (UPSL). Bereits in der ersten Frühjahrs-Saison konnten die Bavarians die Meisterschaft der UPSL gewinnen. Kurz zuvor hatten sie bereits den Amateur National Cup 2018 gewinnen können.
Am 1. Juli 2021 fusionierte der Bavarian SC mit Inter Northshore FC zum Bavarian United Soccer Club. 2022 gewann der Bavarian United SC den National Amateur Cup.